# Matheus Souza
Matheus Souza (* 2. August 1995 in Duque de Caxias), mit vollständigen Namen Matheus Souza e Silva, ist ein brasilianischer Fußballspieler.

## Karriere
Matheus Souza stand von Ende April 2017 bis Jahresende beim brasilianischen Verein Artsul FC in Nova Iguaçu unter Vertrag. Von 2018 bis Mitte 2019 spielte er in Honduras für die Vereine Olancho FC und Las Delicias FC. Im Juli 2019 ging er nach Asien. In Kambodscha unterschrieb er einen Vertrag beim National Police Commissary FC. Mit dem Verein aus Sihanoukville spielte er in der ersten Liga, der Cambodian Premier League. 2020 wechselte er nach Siem Reap zum Ligakonkurrenten Soltilo Angkor. Hier stand er bis Saisonende unter Vertrag. Die Saison 2021 spielte er bei Phnom Penh Crown in Phnom Penh. Mit den Verein wurde er kambodschanischer Meister. Im Dezember 2021 zog es ihn nach Thailand. Hier unterschrieb er einen Vertrag beim Drittligisten Muang Loei United FC. Mit dem Verein aus Loei spielte er in der North/Eastern Region der Liga. Am Ende der Saison feierte er mit Loei die Meisterschaft der Region. In den Aufstiegsspielen zur zweiten Liga konnte man sich nicht durchsetzen. Zu Beginn der Saison 2022/23 unterschrieb er im Juli 2022 in Suphanburi einen Vertrag beim Erstligaabsteiger Suphanburi FC. Für dem Verein bestritt er 30 Ligaspiele. Nach der Saison wurde sein Vertrag nicht verlängert. Nach kurzer Vertragslosigkeit ging er im September 2023 nach Indonesien. Hier spielte er für die Zweitligisten PSMS Medan und Persekat. Im Juli 2024 kehrte er nach Thailand zurück. Hier nahm ihn der Zweitligist Phrae United FC aus Phrae unter Vertrag. Für Phrae bestritt er 31 Ligaspiele. Hierbei erzielte er elf Treffer. Im Sommer 2025 ging er nach Myanmar, wo er einen Vertrag beim Erstligisten Shan United unterschrieb.

## Erfolge
Phnom Penh Crown
- Kambodschanischer Meister: 2021

Muang Loei United FC
- Thai League 3 – North East:2021/22